# Personal touch
Personal touch is de eerste solosingle van Errol Brown, voormalig zanger van Hot Chocolate, een Britse band die tussen 1970 en 1984 succesvol. Brown schreef zijn debuutsingle voor zijn soloalbum That's how love is dat in 1987 werd uitgebracht nadat (de klassieke bezetting van) Hot Chocolate uit elkaar was gevallen.
De A-kant werd geproduceerd door het koppel Steve Jolley en Tony Swain, die overigens ook meespeelden met de opnamen. Op de B-kant staat Why don’t you call me; deze non-albumtrack is eveneens door Brown geschreven en werd geproduceerd door Julian Stewart Lindsay.
Personal touch werd een hitje in zowel Duitsland (zeven weken, hoogste notering plaats 47), het Verenigd Koninkrijk (9 weken notering met als hoogste positie nr. 25) als Nieuw-Zeeland (hoogste notering plaats 45).